# Roman Kreuziger
Roman Kreuziger, född 6 maj 1986 i Moravská Třebová, Pardubice är en tjeckisk professionell tävlingscyklist. Han blev professionell 2006. Kreuziger vann juniorvärldsmästerskapens linjelopp 2004 och som professionell vann han Schweiz runt 2008.

## Karriär
Som amatörcyklist vann Kreuziger bland annat världsmästerskapens linjelopp för juniorer 2004 och en etapp av Giro delle Regioni under 2005. Under säsongen 2004 slutade Kreuziger tvåa på världsmästerskapens cykelcross och tempolopp.
Under sitt första år som professionell blev Roman Kreuziger tvåa på Trofeo Città di Borgomanero tillsammans med stallkamraten Vincenzo Nibali. Vann gjorde italienarna Marco Velo och Fabio Sacchi. Året därpå vann Kreuziger en etapp på Settimana Ciclista Lombarda. I oktober samma år vann han och Nibali Trofeo Città di Borgomanero. Han deltog också i Vuelta a España och slutade på en 21:a plats i sin debut. 
Kreuziger slutade också tvåa på prologerna i Paris-Nice och Romandiet runt under säsongen 2007. I början av augusti slutade han tvåa på etapp fem av Post Danmark Rundt 2007 efter nederländaren Rick Flens.
Under säsongen 2008 fick Kreuziger sitt stora genombrott när han vann UCI ProTour-tävlingen Schweiz runt 49 sekunder före Andreas Klöden. Under tävlingen vann han etapp 8, ett tempolopp, 16 sekunder före José Humberto Rujano Guillén från Venezuela. Tidigare under säsongen hade tjecken slutat tvåa på Romandiet runt 35 sekunder efter Klöden.

### 2009
I maj 2009 vann Kreuziger etapp 4 av Romandiet runt framför Rein Taaramäe, Vladimir Karpets och Fredrik Kessiakoff. Kreuziger blev ledare av tävlingen efter etappen och dagen därpå blev det klart att han hade vunnit. I juni slutade tjecken tvåa på etapp 1 av Schweiz runt bakom Fabian Cancellara. Han slutade också tvåa på etapp 7 av tävlingen. Dagen därpå blev det klart att Kreuziger inte hade vunnit loppet för andra året i rad, utan i stället slutade på tredje plats bakom Cancellara och Tony Martin. Kreuziger ledde ungdomstävlingen i Tour de France 2009 mellan etapp 1–2. Han slutade Tour de France på nionde plats under säsongen. I augusti slutade han tvåa på Clásica de San Sebastián bakom spanjoren Carlos Barredo. Kreuziger slutade på andra plats på etapp 18 av Vuelta a España 2009 bakom Philip Deignan. Han slutade även på fjärde plats på den mexikanska tävlingen Clásica Cancún bakom spanjorerna Alberto Contador, Alejandro Valverde och Oscar Freire.

### 2010
Trots att Ivan Basso återvände till laget valde Roman Kreuziger att stanna med Liquigas. Han önskade förbättra sin nionde plats på Tour de France och skulle också hjälpa Vincenzo Nibali i Spanien runt. Kreuziger började säsongen med etappseger i Giro di Sardegna och vann också tävlingen totalt, två sekunder framför Chris Horner. Under året slutade han trea i Paris-Nice och vann ungdomströjan i loppet. I det nederländska loppet Amstel Gold Race slutade han på femte plats. Efter att ha klivit av både Romandiet runt och Schweiz runt fick Kreuziger chansen att köra Tour de France och slutade på nionde plats. Han blev även trea i ungdomstävlingen bakom Andy Schleck och Robert Gesink. I slutet av säsongen hjälpte Kreuziger Nibali att vinna Vuelta a Espana.

### 2011
Inför säsongen 2011 blev Kreuziger kontrakterad av Astana Team när de behövde en cyklist som kunde ersätta Alberto Contador. Han startade sin säsong med etappvinst i Giro del Trentino och tog sedan hem segern i bergstävlingen i samma lopp. På Liège–Bastogne–Liège slutade han på fjärde plats. Kreuziger blev namngiven som Astanas ledare under Giro d'Italia, som han körde för första gången, och han slutade på sjätte plats i loppet och vann ungdomstävlingen.

### 2012 och framåt
Efter sin sjätteplats i Giro d'Italia 2011 hade Kreuziger och Astana sett fram emot ett bra resultat under Giro d'Italia 2012, men cyklisten hade problem under loppet och förlorade mycket tid. Han vann etapp 19 av tävlingen men var inte nöjd med loppet överlag. Lagledningen var besvikna och sade att Kreuziger inte hade levt upp till vad stallet hade hoppats på. Tidigare under året slutade han på tredje plats i Tirreno-Adriatico bakom Vincenzo Nibali och Chris Horner. Kreuziger slutade också på sjätte plats i Strade Bianche.
Inför 2013 års säsong bytte Kreuziger stall till Tinkoff-Saxo. Under våren 2013 vann Kreuziger den prestigefyllda klassikern Amstel Gold Race, efter en tidig attack. Under sommaren samma år hjälpte han sin lagkamrat Alberto Contador att sluta fyra i Tour de France, medan han själv blev femma.

## Privatliv
Roman Kreuzigers far heter också Roman Kreuziger och vann bland annat cykeltävlingarna Circuit des Ardennes och Österrike runt under sin professionella karriär.

## Meriter
2004
1:a, Världsmästerskapens linjelopp, juniorer
1:a, Giro della Toscana, junior
1:a, Nationsmästerskapens linjelopp, juniorer
1:a, Nationsmästerskapens tempolopp, juniorer
2:a, Världsmästerskapens tempolopp, junior
2:a, Världsmästerskapen - cykelcross, juniorer
2005
1:a, etapp 3, Giro delle Regioni, U23
2:a, Giro delle Regione, U23
2:a, Nationsmästerskapens tempolopp, U23
2006
2:a, Trofeo Città di Borgomanero (med Vincenzo Nibali)
2007
1:a, Trofeo Città di Borgomanero (med Vincenzo Nibali)
1:a, etapp 1, Settimana Ciclista Lombarda (lagtempolopp)
1:a, etapp 2, Settimana Ciclista Lombarda
2:a, prolog, Paris-Nice
2:a, prolog, Romandiet runt
2:a, etapp 5, Post Danmark Rundt
2008
1:a, Schweiz runt
1:a, etapp 8, Schweiz runt
2:a, Romandiet runt
3:a, etapp 6, Schweiz runt
2009
1:a, Romandiet runt
1:a, etapp 4, Romandiet runt
2:a, etapp 1, Schweiz runt
2:a, etapp 7, Schweiz runt
2:a, Clásica de San Sebastián
2:a, etapp 18, Vuelta a España 2009
3:a, etapp 7, Schweiz runt
2010
1:a, Giro di Sardegna
1:a, etapp 2, Giro di Sardegna
3:a, Paris–Nice
1:a, Ungdomstävlingen
2011
1:a, etapp 4, Giro del Trentino
1:a, Bergstävlingen
1:a, Ungdomstävlingen, Giro d'Italia 2011
2012
1:a, etapp 19, Giro d’Italia 2012
3:a, Tirreno–Adriatico

## Stall
- Team Liquigas 2006–2010
- Astana Team 2011–2012
- Tinkoff-Saxo 2013–